# Carretera Maracay-Choroní
La carretera Maracay-Choroní (o también conocida como carretera local 6) es la única via terrestre que une a la ciudad de Maracay con la parroquia de Choroní así como otros poblados menores. Comunica a la región Central con el parque nacional Henri Pittier y el Mar Caribe. La carretera de Maracay a Choroní es estrecha y caracterizada por numerosas curvas en su ajuste al atravesar la selva tropical del parque Henry Pittier.

## Ubicación
La carretera Maracay-Choroní comienza en una alcabala ubicada a un costado del área recreativa Las Cocuizas, adyacente al río Las Delicias. La carretera en ese punto de inicio representa la prolongación Norte de la avenida Las Delicias.

## Historia
Durante la era de la colonia venezolana el ingeniero militar Agustín Codazzi realizó una serie de mapas y rutas de Venezuela. Una de ellas era la ruta de conexión del puerto de Choroní y la ciudad de Maracay. Parte de esta ruta persiste en la actual carretera Maracay-Choroní. Fue por el puerto de Choroní y su polvorienta carretera que entraron los colonos de Endingen que asentaron la actual Colonia Tovar.

### Era independencista
La vía desde el puerto de Choroní hasta los Valles de Aragua era frecuentemente transitada por el ejército patriota durante la guerra de independencia de Venezuela. Ambrosio Plaza estuvo bajo las órdenes del general Gregor McGregor en Choroní cuando se llevó a cabo la retirada a oriente, conocida como «Retirada de los Seiscientos». En ese entonces, el camino desde el pueblo de Choroní hasta la falda norte del Henri Pittier era bastante llano pero difícil para las tropas por causa de tener muchas piedras. En ambos lados de la vía se asentaban los grandes haciendas coloniales de Choroní con algunas casas ahí ubicadas. La ruta del cacao no pasaba por esta zona, sino por la vía desde la bahía de Chuao

### Río Choroní

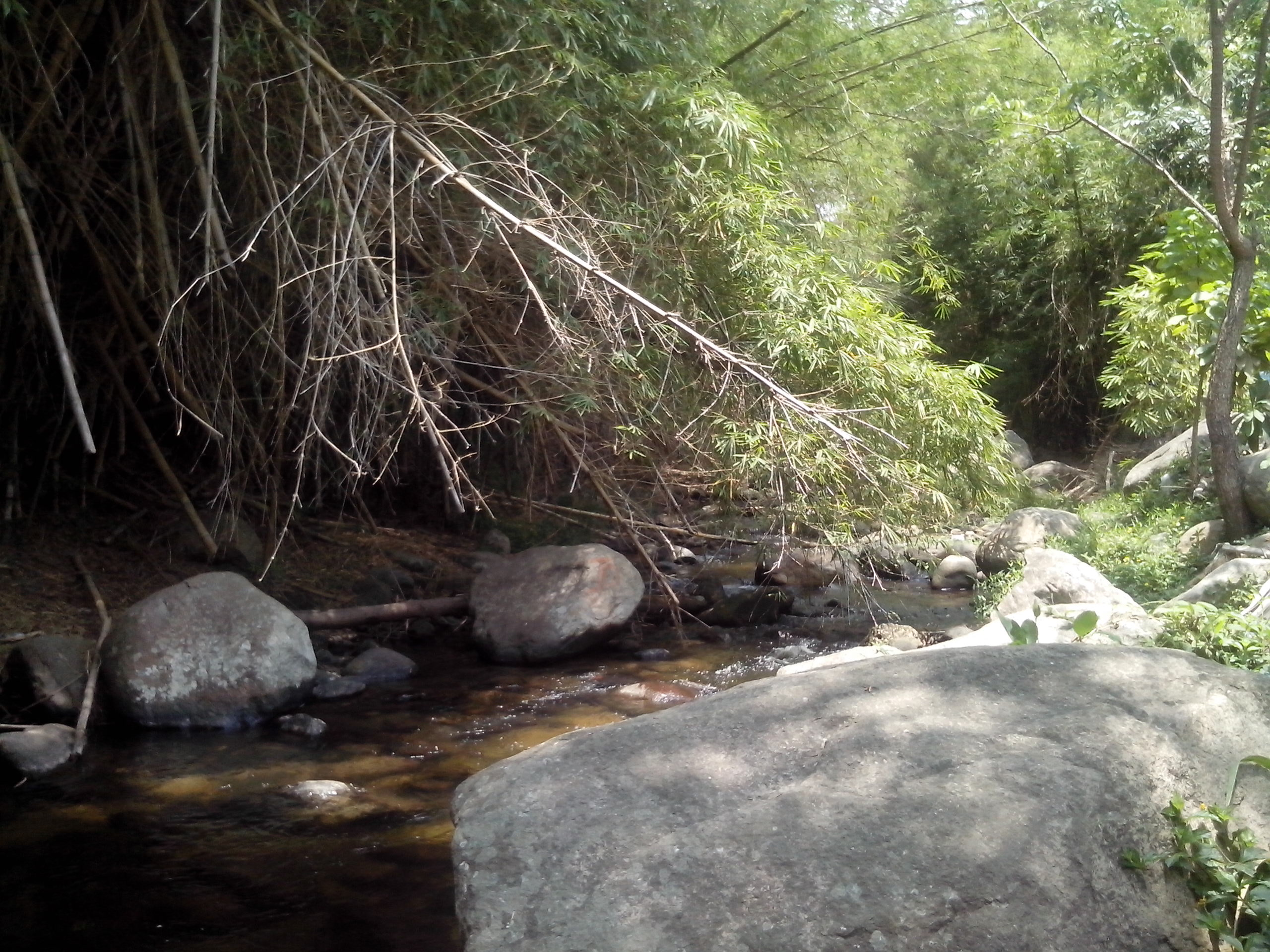
Situación actual de las piedras a orillas de un tributario del Río Choroní, que debieron cruzar las tropas del ejército patriota.

El camino del pie de la cuesta estaba rodeada por varios cerros ninguno de los cuales tenían veredas más que los causados por el tránsito frecuente de los animales vacunos. Por esa razón las tropas seguían las orillas del río Choroní, el cual cruzaban una docena de veces, cruces que resultaban dificultosos en algunos puntos de su subida hacia la cumbre. La dificultad, tanto para el soldado a pie como para los caballos, era por causa de la gran cantidad y tamaño de piedras en el río y sus alrededores. La profundidad máxima del río Choroní, caudaloso por su trayecto aguas abajo desde la montaña, era de un metro.

### La cumbre
El primer objetivo en la subida a pie desde Choroní era la cumbre de Curmura. En este punto las tropas y animales recobraban sus energías para continuar el ascenso hasta la cumbre del actual Henri Pittier. Les costaba unas cuatro horas subir a la cumbre de la montaña, en medio de la maleza de la selva nublada, muy pendiente y sin más veredas a ningún lado. El descenso desde la cumbre es muy similar: tupido por la maleza y muy empinado. Las tropas igualmente seguían el curso de un río, el río Las Delicias. Esta bajada concluía en la Hacienda Ojo de Agua, que corresponde al pie de las colinas de la actual urbanización El Castaño.

### Construcción de la carretera
La carretera fue construida durante la década de 1920 por el entonces presidente de Venezuela Juan Vicente Gómez. La carretera fue construida como parte del plan nacional de carreteras adelantado por el gobierno de Gómez. La vía de tierra fue construida en su totalidad por presos de la dictadura gomecista. La carretera significó un gran impacto para la época por cuanto por vez primera logró unir a los puertos costeños de Choroní con el resto del país.
A comienzos de los años 1970 se comenzó la pavimentación de la carretera completándose 20 años después. El pavimento fue diseñado originalmente para un flujo máximo de 2.000 vehículos, capacidad que al finalizar la primera década del siglo XXI ha sido excedida ampliamente siendo diariamente utilizada por cerca de 6.000 automóviles así como camiones de transporte y autobuses durante las fiestas nacionales.

## Trayecto

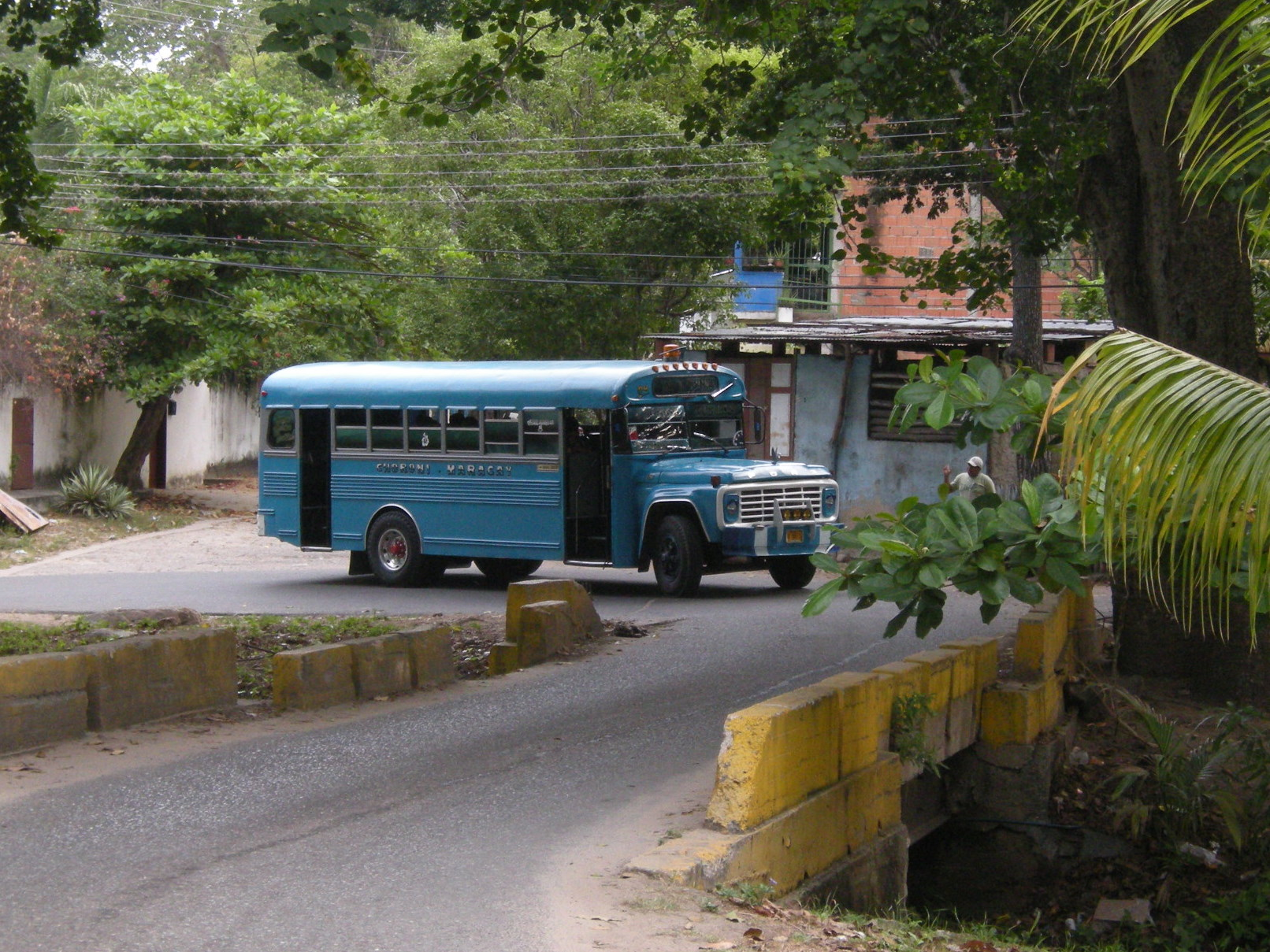
Autobús público de la ruta Maracay-Choroní llegando a su destino.

La carretera tiene su inicio (kilómetro 0) en una alcabala al norte de la Parroquia Las Delicias y recorre 48 kilómetros dentro del parque nacional Henri Pittier. Al sur comienza justo debajo del parque Las Cocuizas que le da acceso entre las localidades de El Castaño y Palmarito. Continúa hacia el norte sirviendo al sistema de transporte de la ruta Choroní-Maracay, hasta llegar a la cumbre del Henri Pittier y finaliza en el área de las zonas costeñas de la falda norte del parque Henri Pittier en la Parroquia Choroní. La vía tiene salidas y accesos en:
- Maracay/ Las Delicias
- Urbanización El Castaño
- Parque Las Cocuizas
- Sector la Cumbre Henri Pittier
- La Esmeralda
- Sector La Planta

## Características

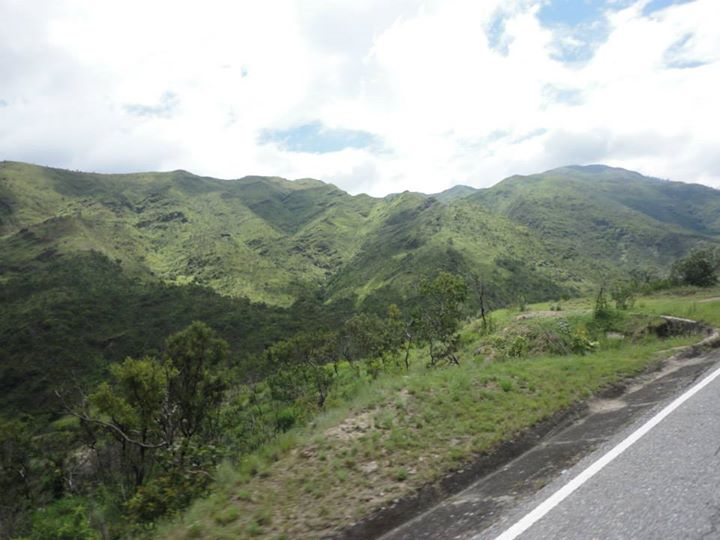
Borde de carretera y lomas en la vía a Choroní.

La vía a Choroní es una carretera de curvas pronunciadas, muchas de ellas con su respectivo peralte compensatorio. La carretera es de hormigón asfáltico y cemento en todo su trayecto con frecuentes condiciones de desgaste en la vía (grietas, huecos, obstáculos sin señalización), principalmente causadas por daños del clima en la selva nublada, los deslaves y derrumbes sobre la vía, en especial durante las lluvias anuales y el natural gasto causado por el uso de automóviles, buses de la ruta Maracay-Choroní y motos.
Uno de los inconvenientes de la vía son las frecuentes inundaciones y derrumbes en la temporada de lluvias a la altura del kilómetro 7 a la 11. Esto se debe a que la vía se encuentra entre los humedales del parque nacional Henri Pittier. Se espera que a futuro, con la remoción controladas de las grandes rocas situadas en el talud para evitar su deslizamiento, se solucione el problema que afecta la movilidad de los usuarios que ingresan a Choroní por este corredor vial.

## Esquema de la Autopista
| Velocidad | Esquema | Salida | Sentido Choroní (Norte)  | Sentido Maracay (Sur)    | Carretera | Notas |
| --------- | ------- | ------ | ------------------------ | ------------------------ | --------- | ----- |
|           |         |        | Alcabala de Las Delicias | Salida Parroquia Choroní |           |       |
|           |         |        | Cumbre Henri Pittier     | La Esmeralda             |           |       |